# Marco Venuto
Marco Venuto (Codroipo, 24 ottobre 1985) è un cestista italiano alto 1,90 m per 81 kg di peso che ricopre il ruolo di playmaker.

## Carriera
Cresce nelle giovanili della Snaidero Udine A1. Nel 2001 firma il suo primo contratto professionistico con la Snaidero Udine A1, in cui viene inserito stabilmente nella prima squadra.
Nel settembre 2003 fa il debutto con la Snaidero Udine in A1 contro la Montepaschi Siena.
Dal 2001 al 2005 rimane alla Snaidero Udine A1. Nel 2005 si trasferisce alla Pallacanestro Atri in B1.
Nel 2006 fino al 2008 si accorda con Fidenza B1, dove raggiunge la finale promozione per la serie A2.
L'anno successivo firma a Faenza raggiungendo i play-off.
Dal 2009 al 2013 si accosta a Assigeco Casalpusterlengo A2 dove raggiunge ottimi risultati, venendo premiato per aver superato le 100 presenze in maglia Assigeco.
Nell'estate 2013 passa a Derthona Tortona dove vince il campionato. L'anno successivo nella stagione 2014-2015 disputa con Tortona il campionato di A2.
Successivamente dal 2016 al 2018 gioca alla Pallacanestro Biella, nel secondo anno vince la regular seasaon di A2 e raggiunge la finale di Coppa Italia di categoria.
Nel 2018 disputa metà stagione a Ferrara A2 trasferendosi a gennaio all'Eurobasket Roma A2.
Nella stagione 2018-19 firma per la Fortitudo Bologna serie A2.
Nel settembre 2018 vince la Supercoppa italiana con la Fortitudo Bologna segnando 10 punti di media tra semifinale e finale.
Il 31 marzo 2019, conquista la promozione per la Serie A, con la Fortitudo Bologna. Il 1º maggio 2019 vince la coppa per Campionato italiano dilettanti in finale contro la Virtus Roma. Nel luglio dello stesso anno, viene ingaggiato dal Basket Ravenna A2.
Nel campionato 2019/20 con il Basket Ravenna arriva primo nella regular season poi interrotta per il Covid. Nel secondo anno al Basket Ravenna A2 2020/21 raggiunge i quarti di finale dei play-off.
Nella stagione 2021/22 disputa metà stagione alla Blu Basket 1971 Treviglio A2 trasferendosi a gennaio alla Bakery Basket Piacenza A2 guidandoli alla salvezza.

## Palmarès
- Supercoppa LNP: 🏆 Fortitudo Bologna: 2018
- Campionato italiano dilettanti:🥇 Fortitudo Bologna: 2018-19
- Campionato italiano dilettanti: 🥇 Derthona Tortona: 2013-14